# 1945 (film)
1945 er en indisk film fra 2022 af Sathyasiva.

## Medvirkende
- Rana Daggubati som Adhi
- Regina Cassandra som Anandhi
- Sathyaraj som Ramalingaiah
- Nassar som Subbayya
- Kaali Venkat / Saptagiri som Krishna
- Rekha Suresh
- Leesha Eclairs som Poorvi